# Освіго (Нью-Йорк)
Освіго (англ. Oswego) — місто (англ. city) в США, в окрузі Освіго штату Нью-Йорк. Населення — 16 921 особа (2020).
Освіго розташоване на озері Онтаріо. У безпосередній близькості від міста розташовано Університет Нью-Йорк в Освіго.

## Географія
Освіго розташоване за координатами 43°27′29″ пн. ш. 76°30′13″ зх. д. / 43.45806° пн. ш. 76.50361° зх. д. (43.458052, -76.503689). За даними Бюро перепису населення США в 2010 році місто мало площу 29,08 км², з яких 19,72 км² — суходіл та 9,36 км² — водойми.

### Клімат
| Клімат : Освіго                    | Клімат : Освіго | Клімат : Освіго | Клімат : Освіго | Клімат : Освіго | Клімат : Освіго | Клімат : Освіго | Клімат : Освіго | Клімат : Освіго | Клімат : Освіго | Клімат : Освіго | Клімат : Освіго | Клімат : Освіго | Клімат : Освіго |
| Показник                           | Січ.            | Лют.            | Бер.            | Квіт.           | Трав.           | Черв.           | Лип.            | Серп.           | Вер.            | Жовт.           | Лист.           | Груд.           | Рік             |
| Абсолютний максимум, °C            | 20,6            | 17,2            | 28,3            | 32,2            | 32,8            | 35,6            | 35,0            | 36,1            | 35,6            | 30,0            | 25,6            | 20,6            | 36,1            |
| Середній максимум, °C              | −1,1            | 0,4             | 4,8             | 11,8            | 18,2            | 23,6            | 26,2            | 25,6            | 21,3            | 14,6            | 8,2             | 1,8             | 13,0            |
| Середній мінімум, °C               | −7,7            | −6,6            | −2,8            | 3,1             | 8,3             | 13,8            | 17,0            | 16,4            | 12,5            | 6,8             | 1,9             | −4              | 4,9             |
| Абсолютний мінімум, °C             | −29,4           | −29,4           | −22,8           | −10,6           | −2,2            | 2,2             | 6,7             | 5,6             | −1,1            | −6,1            | −15             | −30,6           | −30,6           |
| Норма опадів, мм                   | 93              | 71              | 81              | 85              | 84              | 79              | 81              | 87              | 104             | 103             | 113             | 98              | 1078            |
| Днів з опадами                     | 20,4            | 16,3            | 15,4            | 14,1            | 12,6            | 11,8            | 10,6            | 11,0            | 12,3            | 14,8            | 16,8            | 19,0            | 175,1           |
| Днів зі снігом                     | 19,4            | 14,4            | 9,3             | 2,6             | 0,0             | 0,0             | 0,0             | 0,0             | 0,0             | 0,4             | 5,3             | 14,8            | 66,2            |
| ---------------------------------- | --------------- | --------------- | --------------- | --------------- | --------------- | --------------- | --------------- | --------------- | --------------- | --------------- | --------------- | --------------- | --------------- |
| Джерело: NOAA (normals, 1981–2010) |                 |                 |                 |                 |                 |                 |                 |                 |                 |                 |                 |                 |                 |

## Демографія
Згідно з переписом 2010 року, у місті мешкали 18 142 особи в 7486 домогосподарствах у складі 3896 родин. Густота населення становила 624 особи/км². Було 8068 помешкань (277/км²).
Расовий склад населення:
| - 94,8 % — білих - 1,3 % — чорних або афроамериканців - 1,2 % — азіатів - 0,3 % — корінних американців |

До двох чи більше рас належало 1,5 %. Частка іспаномовних становила 4,4 % від усіх жителів.
За віковим діапазоном населення розподілялося таким чином: 20,7 % — особи молодші 18 років, 64,2 % — особи у віці 18—64 років, 15,1 % — особи у віці 65 років та старші. Медіана віку мешканця становила 33,8 року. На 100 осіб жіночої статі у місті припадало 93,4 чоловіків; на 100 жінок у віці від 18 років та старших — 90,8 чоловіків також старших 18 років.
Середній дохід на одне домашнє господарство становив 53 022 долари США (медіана — 38 113), а середній дохід на одну сім'ю — 67 324 долари (медіана — 56 613). Медіана доходів становила 49 691 долар для чоловіків та 39 014 долари для жінок. За межею бідності перебувало 29,1 % осіб, у тому числі 34,8 % дітей у віці до 18 років та 9,8 % осіб у віці 65 років та старших.
Цивільне працевлаштоване населення становило 7671 особа. Основні галузі зайнятості: освіта, охорона здоров'я та соціальна допомога — 31,7 %, мистецтво, розваги та відпочинок — 15,9 %, роздрібна торгівля — 10,6 %, виробництво — 8,0 %.